# 陳繁昌
陳繁昌，JP（1952年1月20日—），香港数学家，曾任阿卜杜拉國王科技大學校長，以及香港科技大學校長。

## 背景
陳繁昌於香港出生，在香港島東區阿公岩村木屋區長大。小一至小六就讀筲箕灣崇真學校，中一至中五就讀慈幼英文學校，在1968年香港中學會考取得1A2B成績（22分），預科就讀皇仁書院。他擅長數學、計算機科學和工程學，在美國加州理工學院考取理學士和理學碩士（均為工程學）學位。後來在史丹福大學取得哲學博士（計算機科學）學位。之後，他在加州理工大學任職應用數學研究員，並在耶魯大學教授計算機科學。1986年，他擔任加州大學洛杉磯分校數學系教授。1997年獲升為數學系主任，亦同時在計算機科學學系和生物工程學系擔任榮譽聯合教席。
陳繁昌成功讓美國國家科學基金在加州大學洛杉磯分校成立國家純數及應用數學研究所，以結合數學科學與一般科學和工程學科來作研究，並在2000年至2001年間出任該研究所主任。
從2001年7月到2006年6月，他出任美國加州大學洛杉磯分校的自然科學學院院長，轄下有超過200位教研人員、700位研究生、700位主修本科生，每年管理的研究經費約5.5億港元。
陳繁昌的研究範疇廣泛，包括數學造影處理及計算機視像、大規模整合物理設計(VLSI physical design optimization)，以及運算大腦製圖(computational brain mapping)。他獲推薦的學術論文超過200份，為世界上最常獲引述的數學家之一。他曾指導過35位博士生及25位博士後研究員。
他於2006年至2009年期間，為美國国家科学基金会助理會長，掌管數學及自然科學部。他負責統籌及管理部門的科研經費，範圍涵蓋天文、物理、化學、數學、材料科學以及跨學科活動。
2009年3月，陳繁昌獲科大校董會一致通過，接替朱經武出任科大第三任校長，9月正式上任，任期為5年，帶領科大過渡「三三四學制」，他於2013年獲續任校長一職，執掌科大至2018年。陳繁昌於2017年6月以年屆65歲為理由向校董會請辭，至2018年8月離任退休。
陳繁昌是美国国家工程院院士、美國電機電子工程師學會院士、美國工業及應用數學學會院士、美國科學促進會院士、美國數學學會會員、港科院創院院士及香港工程科學院院士。他亦是多個數學和運算學期刊的編輯委員會成員；這些期刊包括《工業及應用數學學會評論》、《工業及應用數學學會科學運算學學報》及《亞洲數學學報》。此外，他也是德國《Numerische Mathematik學報》的三位總編輯之一。他參與撰寫建議書，成功倡議成立《工業及應用數學學會造像科學學報》，並成為創刊編輯委員會成員至2012年。
他亦是沙特阿拉伯阿卜杜拉國王科技大學（KAUST）董事會成員、韓國科學技術院（KAIST）校長諮詢委員會委員、奥地利維也納大學科學顧問委員會委員、上海交通大學世界大學學術排名 (ARWU) 國際顧問委員會委員、俄羅斯Skolkovo Institute of Science and Technology (Skoltech) 董事會成員, 日本RIKEN Advisory Council (RAC) 顧問委員會委員和美國百人會會員。他也是香港科學會主席和香港特別行政區政府創新、科技及再工業化委員會成員。陳繁昌於2012至2013年間擔任邵逸夫數學科學獎遴選委員會委員。他是巴西里約熱內盧國際數學家大會2018 (ICM 2018) 奈望林納獎 (Nevanlinna Prize) 評審委員會主席。他於2015年獲英國思克莱德大學頒授榮譽博士學位。
陳繁昌於2018年9月1日出任沙特阿拉伯阿卜杜拉國王科技大學第三任校長，成為首位出任中東國家大學校長的香港人。2024年，陳繁昌卸任阿卜杜拉國王科技大學校長，由澳洲腦神經科學家爱德华·拜恩接任。

## 外部連結
- 香港科技大學網站 陈校长简历
- 陳繁昌教授個人網頁 （页面存档备份，存于）

| 教育職務            | 教育職務                              | 教育職務    |
| ------------------- | ------------------------------------- | ----------- |
| 前任： 朱經武       | 香港科技大學校長 2009年－2018年       | 繼任： 史維 |
| 前任者： 让-卢·沙莫 | 阿卜杜拉国王科技大学校长 2018年－至今 | 現任        |